# Devon (időszak)

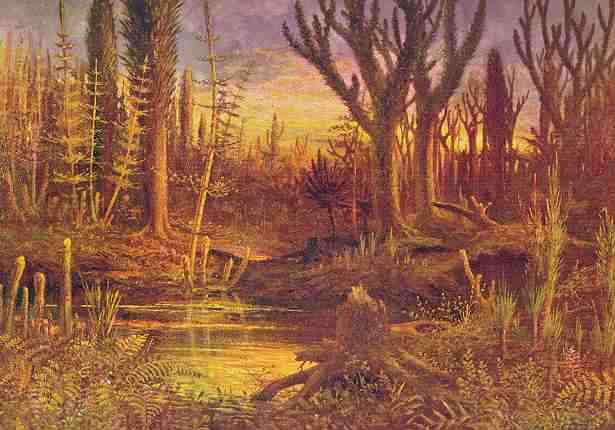
Devoni táj.

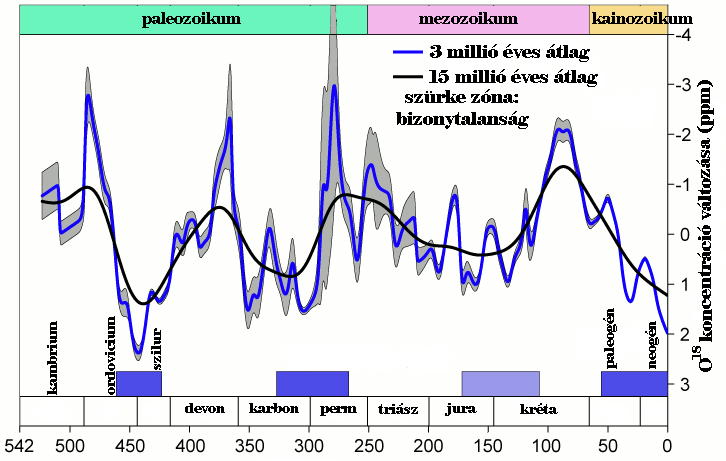
Éghajlatdiagram az utóbbi félmilliárd évről

A devon földtörténeti időszak volt az óidőben (paleozoikum), amely 419,2  millió évvel ezelőtt (mya) kezdődött (± 3,2 millió év) és 358,9 ± 0,4 mya ért véget. Nevét az angliai Devon megyéről kapta, ahol először tanulmányoztak a devon korból származó kőzeteket.
A devon a szilur időszakot követte és a karbon időszakot előzte meg.

## Élővilága
A devont főleg a fák és halak fénykoraként tartják számon. Ez annak köszönhető, hogy a fák és a ma élő halak (tüdőshalak) ekkor jelentek meg, valamikor mindkettő valamelyest ekkor is élte a fénykorát.
Állatfaunája
A tengerekben és óceánokban még mindig jelentős helye volt a páncélos halaknak, akik a szilur legvégén alakultak ki. Ezek a halak a devon alatt az egyik legjelentősebb parti és nyílt vízi élőlények voltak, míg a kor végén feltehetőleg a felszaporodott tengeri skorpiók fokozott vadászata és a Hannenberg időszak kiölte őket. Megemlítendő viszont még innen a Dunkleosteus, az első köztudatban elismert csúcsragadozó.
A  devon elején megjelentek az ősi tüdőshalak, amiből majd kicsit később kialakultak a négylábúak. Viszont az első négy lábbal rendelkező gerinces, az Ichytostega a késő-Devonban jelent meg. Míg az Ichytostega még egy halnak tekintendő, az ő leszármazottai lettek a kétéltűek. Ezek az ivadékok kifejlesztettek vékony, mozgatható nyakakat, amin már nem csontos kopoltyúfedő volt(Tiktaalik), orrlyukakat és sokkal erősebb lábakat. Ez a gyors változás megfigyelhető a nem sokkal később ugyanúgy a devonban élt Tulerpetonon is. Bár nem annyira, de jelentősek voltak még ekkor a húsosúszójú halak. Ekkor jelentek meg még a primitív cápafélék is.
A fent említett Tengeri skorpiók is fénykorukat élték a devonban. Annyira is, hogy a páncélos halakon kívül sok más élőlénycsoportot vadásztak kihalásig vagy közel-kihalásig.
Másik fontos előrelépés az állatvilágban a pókszabásúak nagyfokú diverzifikálódása, valamint ikerszelvényesek és a kezdetleges rovarok megjelenése.
A pókszabásúak kibővültek a kaszáspókokkal, atkákkal, álskorpiókkal, Phalangiotarbikkal és Uraraneidákkal.
A rovarok még ebben az időszakban ökológiailag kevésbé jelentősek és röpképtelenek voltak. Először az első rovart a "Rhyniella praecusor"-nak nevezték el, míg későbbi kutatások szerint kiderült, hogy az egy másik, Rhyniognatha hirsti nevezetű rovar lárvája volt. Ez a ma elfogadottan a legöregebb rovar. Ezek a rovarok sokágúak lettek hirtelen és onnan már nem is volt mégállás a kismillió féle akár ma is élő rovarig. Sajnos ez egy hatalmas téma, de érdeklődőknek ajánlom a következő cikket:
A passzív tengeri élőlények közül főleg a foraminiferák, a fenéklemezes korallok, az Ammoniteszek és a tüskésbőrűek voltak jellemzőek
A korallzátonyok belepték szinte a teljes sekélyvizet. Itt jelentős helyet kaptak még a pörgekarúak és a trilobiták.
A korszak végén egy hatalmas kihalási korszak következett, amit sokszor Hannenberg időszaknak, vagy késő devon kihalási eseménynek neveznek. Ez főképp a sztromatolitépítóket, korallokat, pörgekarúakat, ammoniteszeket, trilobitákat, állkapocstalan és húsosúszójú halakat érintette.
Növényvilága
A devonban jelentek meg az első fás szárú szárazföldi növények, ami lehetővé tette, hogy a növények nagyobb méretet érjenek el. Elterjedtek az első nyitvatermők, hatalmas erdőket alkotva. Az időszak végén élt Archaeopteris őspáfrányok már nagyon sok közös vonást mutattak a modern fákkal. Megjelentek a korpafüvek, zsurlók és páfrányok kezdetleges képviselői. Az ősharasztok az időszak végére kihaltak.

## Ősföldrajza
Az időszak paleogeográfiáját délen a Gondwana kontinens, északon Szibéria (Angara pajzs) kontinens uralta, közöttük pedig kialakulóban volt Euramerika szuperkontinense.

## Korábbi nevei
Korábban tévesen nevezték melegház kornak is, mivel a kora devon korszakból származó fosszíliák főleg Nyugat-Európából és Észak-Amerikából származtak, e területek pedig ebben az időszakban Euramerika részeként az Egyenlítőnél feküdtek.
A 19. században óvörös kornak is nevezték az Egyesült Királyság területén talált óvörös homokkő rétegek után.

## Devon időszaki kőzetek Magyarországon
A devon időszakban a hazánkat alkotó két nagyobb kőzettömeg közül az északnyugati darab Afrika északi selfjének közelében, a délnyugati rész ős-Európa partjainál helyezkedett el. Ennek ellenére éghajlatuk nem sokban tért el egymástól (szemben pl. az ordoviciumi viszonyokkal), feltehetően meleg, trópusi éghajlat alatt képződtek a kőzetek, amit a fellelt korallkövületek tanúsítanak. A meleg tengerben elsősorban mészkő és mészpala rakódott le, ami a későbbi kéregmozgások által (gyakran csak az alpi hegységképződés időszakában), valamint gránitbenyomulások folytán enyhén vagy erősebben metamorfizálódtak, így alkalmanként márvány is képződött. Polgárdi környékén a fehér, enyhén metamorfizálódott kőzetet fejtik, innen csak néhány, gyenge megtartású sztromatolit/stromatoporoidea? maradványai kerültek elő.
Az északi-középhegységben az Upponyi-és Szendrői-hegység kőzetei főként Devon időszakiak. A Szendrői-hegységben helyenként ősi korallok, pörgekarúak és tengerililiomok maradványai is megőrződtek a kőzetekben. Valószínűleg az Alföld és a Kisalföld mederaljzatát alkotó kőzetekben is jelen vannak devon időszaki rétegek.

## Tagolása
A devont a geokronológiában kora devon, középső devon és késő devon korokra bontják (vagy a rétegtanban alsó, középső, felső devonra). Faunális korszakai:
- Késő devon
  - Famenni korszak: 372,2 ± 1,6 – 358,9 ± 0,4 Ma
  - Frasni korszak: 382,7 ± 1,6 – 372,2 ± 1,6 Ma
- Középső devon
  - Giveti korszak: 387,7 ± 0,8 – 382,7 ± 1,6 Ma
  - Eifeli korszak: 393,3 ± 1,2 – 387,7 ± 0,8 Ma
- Kora devon
  - Emsi korszak: 407,6 ± 2,6 – 393,3 ± 1,2 Ma
  - Prágai korszak: 410,8 ± 2,8 – 407,6 ± 2,6 Ma
  - Lochkovi korszak: 419,2 ± 3,2 – 410,8 ± 2,8 Ma

## Fordítás
- Ez a szócikk részben vagy egészben  a   Devonian című angol Wikipédia-szócikk ezen változatának fordításán alapul.  Az eredeti cikk szerkesztőit annak laptörténete sorolja fel. Ez a jelzés csupán a megfogalmazás eredetét és a szerzői jogokat jelzi, nem szolgál a cikkben szereplő információk forrásmegjelöléseként.